# Cocopes

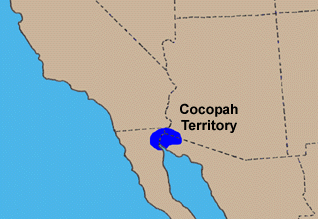
Mapa del territori cocopa

Els cocopa són una tribu índia de llengua yuma-cochimí, molt afí als quechans i als maricopes. Es diuen a si mateixos Xawiƚƚ Kwñchawaay o poble del riu.

## Localització
Originàriament vivien als marges del riu Colorado, a Arizona. Els de Mèxic viuen a la Baixa Califòrnia a l'ejido Cucapá Mestizo, Colonia La Puerta, Ejido Hipólito Rentería, Sanson Flores, Ejido Cucapá El Mayor, Campo del Prado, Rancho San Pedro i Campo Camerina al municipi de Mexicali; y en La Alberca del municipi de Ensenada. También < l'estat de Sonora, an Pozas de Arvizu, del municipi de San Luis Río Colorado. Els dels Estats Units formen part de la tribu reconeguda federalment Cocopah Indian Tribe dins la reserva índia Cocopa. Altres viuen a la reserva Yuma, entre Califòrnia (tres ranxeries i 8.000 acres) i Arizona (tres ranxeries i 25.000 acres), amb els quechan.

## Demografia
Segons dades de la BIA el 1995, a la Reserva Cocopah d'Arizona hi ha 448 habitants (740 al rol tribal). Segons el cens dels EUA del 2000, hi havia censats 808 cocopa. El cens mexicà del 2000 va registrar 344 cocopa, encara que només 178 persones parlaven la llengua pròpia: 82 a Baixa Califòrnia i 94 a Sonora.

## Costums
Llurs costums eren fortament relacionats amb els dels mohaves i quechan, però es diferenciaven d'ells en els aspectes religiós i social. L'agricultura els proveeix d'un terç de la subsistència, mentre que pels mojave és la meitat, i endemés són menys inclinats a la vida guerrera. Llur organització social i vida cerimonial els aproximaven més a les tribus de Califòrnia del Sud. Les dones eren conegudes només pel nom del clan, però també duien noms personals. Creien que els somnis de fets sobrenaturals, així com d'altres episodis mítics, donaven habilitats especials, i es drogaven amb estramoni per obtenir-los. Celebraven també cerimònies d'iniciació passada la pubertat. Al sisè dia els dansaires de la cerimònia representaven els morts, i cremaven amb ofrenes un monument dedicat als difunts. Menyspreaven l'ostentació perquè el riu ho arrossegava tot.

## Història
L'explorador espanyol Fernando Alarcón va ser el primer europeu a esmentar als indígenes del riu Colorado en 1540. També s'indica que van viure en grups familiars durant 400 anys a l'àrea del Delta del Colorado i el riu Hard i
a més dels vessants de les muntanyes Cucapá. En 1605 hi havia uns 22.000 indígenes a la regió del riu Colorado, en 1827 s'informà que uns 5.000 indis vivien a l'àrea i, en 1990, solament quedaven 1.000 cocopes. La dramàtica disminució de la seva població ha estat lligada a la baixa en el cabal del riu Colorado, a més de les dificultats creixents per pescar lliurement en els llacs i llacunes restants.

### El Mayor y la pesca
A El Mayor la comunitat ha sobreviscut de la pesca en la Llacuna Salada durant segles, però recentment han trobat dificultats per obtenir permisos de pesca dels governs estatal i federal.
Referent a això la Comissió Nacional dels Drets Humans va emetre la seva recomanació 8/2002 que afirma que els drets del poble cucapá han estat afectats al no permetre-se'ls pescar: "no només és viable continuar explotant la pesca de la curvina, sinó que el percentatge que capturen els cucapá és aproximadament un 10 per cent de la quota recomanada, la qual cosa acredita que la pesca realitzada per aquesta comunitat indígena, tot i que la realitzaran a la Zona Nucli de la Reserva, no trenca l'equilibri ecològic ni amenaça l'extinció de l'espècie, sinó per contra, la transcendència que guarda la pesca per a aquest grup ètnic, no només deriva de l'aspecte econòmic, en ser el seu mitjà de subsistència, sinó per formar part dels seus costums i tradicions".

### Campament de suport a El Mayor (març-maig de 2007)
A l'octubre de 2006, La Otra Campaña, iniciativa de l'Exèrcit Zapatista d'Alliberament Nacional, va fer parada en la comunitat cucapá del Mayor. Després d'escoltar els problemes per pescar narrats pels pobladors i altres dificultats que enfronten a les àrees de salut, educació, habitatge, etc., el Subcomandant Insurgent Marcos va proposar dur a terme un campament de suport a la comunitat durant la temporada de pesca 2007, de març a maig.